# Lindiwe Zulu
Lindiwe Daphney Zulu (sinh ngày 21 tháng 4 năm 1958) là Bộ trưởng Phát triển Doanh nghiệp Nhỏ của Nam Phi.
Lindiwe Zulu là cố vấn đặc biệt cho Tổng thống về Quan hệ quốc tế. Trước đây cô từng là trưởng phòng truyền thông cho tổ chức phụ nữ PAN Phi ở Angola năm 1988. Năm 1989, cô chuyển đến Lusaka, Zambia, nơi cô giữ vị trí trưởng phòng truyền thông trong ban Tôn giáo ANC. Năm 1990, Lindiwe Zulu chuyển đến Uganda, nơi cô là trưởng phòng truyền thông và quản trị viên trong văn phòng ANC. Năm 1991, cô trở về Nam Phi và trở thành người đứng đầu truyền thông trong Hội Phụ nữ ANC.
Lindiwe Zulu được bầu vào Bộ Thông tin và Công khai ANC với tư cách là người phát ngôn cho cuộc bầu cử dân chủ đầu tiên. Năm 1994, bà trở thành thành viên của Hội đồng Lập pháp Gauteng và năm 1995 được bổ nhiệm làm Phó Chủ tịch Hội đồng Lập pháp Gauteng. Năm 1999, Lindiwe Zulu là cố vấn đặc biệt cho Bộ trưởng Bộ Ngoại giao. Năm 2001, bà được bổ nhiệm làm Giám đốc cho Tây và Trung Phi cho đến năm 2003, nơi bà trở thành người đứng đầu điều hành của Chính phủ và Quan hệ quốc tế, tập đoàn Vodacom. Năm 2004, cô trở thành Đại sứ Nam Phi tại Brazil. Năm 2007, cô được bầu vào ủy ban điều hành quốc gia ANC. Năm 2009, Lindiwe Zulu được bầu vào Nghị viện với tư cách là nghị sĩ của Quốc hội. Lindiwe Zulu hiện đang phục vụ như là bộ trưởng doanh nghiệp nhỏ.

## Đầu đời
Lindiwe Zulu sinh ngày 21 tháng 4 năm 1958 tại làng Nhlazatshe, Eastern Transvaal; Tuy nhiên, ngôi làng đã bị san bằng xuống đất trong thời gian Apartheid. Ngôi làng bị buộc phải thiết lập những ngôi nhà mới ở Madadeni, Newcastle, thuộc tỉnh Zululand Bantustan. Cha mẹ của Zulu chuyển gia đình đến Swaziland vì mẹ cô là người Swazi từ Gege. Lindiwe Zulu được giáo dục tại các trường St. Theresa và Mjingo trước khi theo học trường Cao đẳng Phát triển Hợp tác Swaziland ở Ezulwini. Sau đó, Lindiwe Zulu gia nhập Quốc hội Châu Phi và đi lưu vong ở Mozambique.